# Sainte-Eanne
Sainte-Eanne är en kommun i departementet Deux-Sèvres i regionen Nouvelle-Aquitaine i västra Frankrike. Kommunen ligger i kantonen Saint-Maixent-l'École 2e Canton som tillhör arrondissementet Niort. År 2022 hade Sainte-Eanne 592 invånare.

## Befolkningsutveckling
Antalet invånare i kommunen Sainte-Eanne
| Referens: INSEE |